# Từ viết tắt từ chữ đầu
Từ viết tắt từ chữ đầu hay từ cấu tạo là một cách viết tắt dùng các chữ cái đầu tiên của một số từ trong một cụm từ. Tùy theo bao nhiêu từ trong đó bắt đầu với nguyên âm, và tùy theo những quy tắc về cách phát âm thuộc ngôn ngữ của từ đó, lúc thì đọc theo lối ghép âm, và lúc thì đọc nguyên loạt tên chữ. Thông thường, từ viết tắt từ chữ đầu được dùng trong biệt ngữ hay là trong tên các tổ chức để viết tắt những thuật ngữ dài dòng và được dùng nhiều.

## Ví dụ
- Những từ viết tắt từ chữ đầu với cách đọc ghép âm:
  - SIDA: từ tiếng Pháp và tiếng Tây Ban Nha, đọc như "xi-đa"
  - UNDP: (trong tiếng Việt, từ này được đọc là "u-en-đê-pê")
  - VOA: Voice of America (từ tiếng Anh, đọc là "vi-âu-ây")
- Những từ viết tắt được đọc y nguyên như loạt tên chữ:
  - Thành phố Hồ Chí Minh (TPHCM): Thành Phố Hồ Chí Minh
  - UBND: (đọc nguyên loạt từ Ủy ban Nhân dân)